# Мусаелян, Гаяне Александровна
Гаяне Александровна Мусаелян (арм. Գայանե Ալեքսանդրի Մուսայելյան, род. 22 июня 1945, Ленинакан, Армянская ССР, СССР) — советский и армянский учёный, доктор педагогических наук, профессор, действительный член Академии гуманитарных наук России и педагогических наук Грузии, Президент Академии педагогических наук Армении.

## Биография
Гаяне Мусаелян родилась в г. Ленинакане (ныне Гюмри) 22 июня 1945 г. в семье потомственных интеллигентов. Отец Александр Павлович Мусаелян, выходец из Карабаха, инженер-строитель, в годы войны командовал полком на армяно-турецкой границе. Мать Евгения Агасиевна Вартанова, экономист, выпускница Института им. Плеханова в г. Москве.
Дед и бабушка по отцовской линии, представители карабахской аристократии, получили высшее инженерное образование в Санкт-Петербурге в 1908 г.  Дед Павел Александрович Мусаелян, комиссар пищевой промышленности Арм. ССР, расстрелян в 1938 г. Бабушка Анна Джагановна Мелик-Шахназарова, дочь губернатора Гянджи (ныне Кировабад) Джаган бека Мелик-Шахназарова.
Дед по материнской линии Агаси Одабашян, сын крупного фабриканта из Карса, комиссар Комитета по делам армянских беженцев в Пятигорске, в 1917г. скончался в возрасте 24 лет от тифа. Бабушка Рипсиме Одабашян, заслуженная артистка Арм. ССР, начала свою артистическую деятельность в Тбилисском государственном армянском драматическом театре имени П. Адамяна, продолжив её с группой Абеляна в г. Ленинакане (ныне Гюмри).
После войны семья Г.А. Мусаелян вернулась в г. Ереван. Окончив учёбу в средней школе им. А. С. Пушкина в г. Ереване, Гаяне Мусаелян в 1963 г. поступила в Армянский государственный педагогический институт им. Х. Абовяна.

### Научная деятельность
В 1970 г.  поступила в аспирантуру НИИ общих проблем воспитания в г. Москве. В 1975 г. на Специализированном Совете НИИ ОПВ АПН СССР в г. Москве защитила кандидатскую диссертацию на тему «Формирование нравственных взаимоотношений младших школьников в процессе их самостоятельной деятельности».
На базе разработанной автором научно-исследовательской, экспериментальной работы изучались особенности поведения учащихся в  различных по составу рабочих группах и проведён сопоставительных анализ типологии детей в конфликтных ситуациях в городской (Москва, Ереван) и  сельской среде (Одинцовский р-н РФ и Разданский р-н Арм. ССР), были предложены методические и научно-практические рекомендации.
В 1991 г. на Специализированном Совете при Московском Государственном педагогическом институте защитила докторскую диссертацию на тему «Формирование нравственных потребностей личности школьника в процессе деятельности и общения». Нравственная потребность рассматривалась как динамическая система мыслей, чувств и действий, выступающих как   её структурные компоненты. Специфика   взаимодействия названной триады, а именно   рационального, эмоционального и действенного изучалась как в возрастном, так и типологическом аспекте. Это позволило определить пути управления процессом формирования нравственных потребностей личности. Особое место в работе уделено категории «счастья» в свете либо гармонии мыслей, чувств и действий человека, либо доминанты одного из компонентов названной триады.
В 1994 г. получила учёное звание профессора РФ.
С 1997 г. Г. А. Мусаелян являлась председателем Специализированного Совета  020 по защите кандидатских и докторских диссертаций по педагогике, психологии и частным методикам, учёным секретарём экспертсовета по общественным наукам при Правительстве РА, членом Национальной  комиссии ЮНЕСКО РА, общественным куратором  ассоциированных школ ЮНЕСКО в РА, членом проблемного Совета общественных наук НАН РА, членом политического совета и членом редколлегии Союза интеллигенции РА, членом научно-технического совета  Министерства обороны РА, членом комиссии Министерства науки и высшего образования РА по работе с Международным Банком.
Профессор Мусаелян свою педагогическую и научную деятельность начинала школьным учителем русского языка в средней школе с. Солак, а затем г. Чаренцавана Разданского р-на, научным сотрудником в НИИ педагогики Армянской ССР.
С 1978 г. Гаяне Александровна работала в Армянском государственном педагогическом институте им. Х. Абовяна, занимая должности старшего преподавателя, доцента, профессора,  в 1995-1999гг. – проректора по научной работе; в 1999г. руководитель департамента воспитания и специального образования Центра совершенствования образовательных программ Министерства науки и образования РА.
Совместно со своими аспирантами и соискателями Г. А. Мусаелян изучала проблемы целей воспитания и образования личности в новых социально-экономических условиях, задачи национальной педагогики в свете ментальности армянского социума, категорию сплочённости в педагогике, а также содержание, этапы развития нравственной потребности личности, факторы её формирования.
Научные концепции Г. А. Мусаелян получили своё освещение в монографиях «Малые группы учащихся в системе коллектива» (Луйс, Ереван, 1980, на арм. яз.) и «Формирование нравственных потребностей личности»   (Айастан, Ереван,1990), а также во многочисленных публикациях. Результаты собственных научных исследований были доложены ею на республиканских, всесоюзных, международных конференциях и симпозиумах.
Гаяне Александровна Мусаелян  вела  курсы теории и истории педагогики  и  профессиональной психологии на очном и заочном отделениях АГПУ им. Х. Абовяна, ЕФ МНЮИ и ряде других высших учебных заведений РА.

### Академия педагогических наук РА
В 1998г. Г. А. Мусаелян основала и как президент возглавила общественную организацию «Академия педагогических наук РА», зарегистрированную Министерством юстиции РА от 17.09.1998г. Академия была призвана осуществлять научно-исследовательскую, методологическую, методическую и издательскую деятельность в сфере теории и истории педагогики, частных методик и психологии. Актуальность её основания была вызвана тем, что   в советский период указанные области науки бывших республик входили в специализированную Академию педагогических наук СССР в г. Москве. После распада союзного государства разрушилась единая система АПН СССР и в Армении встала острая необходимость включения указанных направлений в состав академической науки РА.
В 1998 г. Американским биографическим институтом  (American Biographical  Institute, Inc. International Who՜s Who of Professional & Business Women) проф. Г. А. Мусаелян была номинирована и решением его правления от 26 июня 1998г. получила титул «Женщина года-1998».
В 2000 г. Г. А. Мусаелян   по семейным обстоятельствам в связи с болезнью мужа переехала в США.

### Академия десяти заповедей
В Калифорнии она основала  на общественных началах и как президент возглавила Академию десяти заповедей (Academy of the Ten Commandments, 2003-2013гг.) «Десять заповедей» в данном контексте рассматривались как сугубо философская категория, вбирающая в себя общепринятое содержание нравственного воспитания.
Целью Академии являлось изучение сущности философской категории «десяти заповедей» в современном мире; функционирования и степени трансформации каждой из них в настоящее время. На примере изучения армянской диаспоры в разных странах мира ставилась задача выявления влияния культурологической специфики различных социумов на характер актуализации тех или иных «заповедей» в сознании и поведении индивида. Проводимые исследования, на основе разработанного автором  факторного анализа (высшее образование, уровень материального благосостояния, вовлечённость в управленческие структуры данного социума, характер планов на будущее и т.д.) способствовали выявлению как особенностей существующей картины в реальных социумах, так и открывали возможности продуктивного управления процессами нравственного развития личности.

### Семья
Муж (с июля 1968г.) Завен Иванович Галстян (1945 - 2018г.), кандидат экономических наук, инженер-механик. Занимал руководящие должности в партийно-государственном аппарате Арм. ССР.
Дети: Карен (Кевин, род. 1973г.), врач-гинеколог, профессор
Армине (род.1975г.) программист, кандидат экономических наук

## Книги
1. Աշակերտների փոքր խմբերը կոլեկտիվի համակարգում, Մուսայելյան, Գայանե Ալեքսանդրի; Սեղբոսյան, Լ.Գ, Երևան, «Լույս», 1980, 100 էջ։[3]
2. Формирование нравственных потребностей личности, Г.А. Мусаелян, Ереван : Айастан, 1990,  248 с.[4]